# 국제컴퓨터센터

국제컴퓨터센터(International Computing Centre) 또는 UNICC(United Nations International Computing Centre)는 유엔 총회의 2741(XXV) 안을 준수하기 위해 유엔, 유엔 개발 계획(UNDP), 세계보건기구(WHO) 간 양해각서를 통해 1971년 설립된 단체이다. 사용자에게 전자 정보 처리 시스템 서비스를 제공하기 위한 조직 간 기능으로서 설립되었다.